# Rhododendron agastum
Rhododendron agastum är en ljungväxtart som beskrevs av Isaac Bayley Balfour och W.W. Sm. Rhododendron agastum ingår i släktet rododendron, och familjen ljungväxter. Utöver nominatformen finns också underarten R. a. pennivenium.